# 云南碎米荠
云南碎米荠（学名：Cardamine yunnanensis）也称异叶碎米荠，是十字花科碎米荠属的植物。分布在中国大陆的云南、四川、西藏等地，生长于海拔1,030米至3,600米的地区，多生在林下阴湿处、山坡溪边和草丛中，目前尚未由人工引种栽培。
其种加词 yunnanensis 意为“云南的”。

## 别名
云南石芥菜（拉汉种子植物名称）

## 异名
- Cardamine yunnanensis Franch. var. obtusata C. Y. Wu ex Cheo et R. C. Fang